# Estádio Constantino Tavares
Estádio Constantino Tavares – stadion piłkarski, w Propriá, Sergipe, Brazylia, na którym swoje mecze rozgrywa klub Esporte Clube Propriá.